# HEART of GOLD 〜STREET FUTURE OPERA BEAT POPS〜
『HEART of GOLD 〜STREET FUTURE OPERA BEAT POPS〜』（ハート オブ ゴールド  ストリート フューチャー オペラ ビート ポップス）は、EXILESのアルバム。2004年9月29日にrhythm zoneから発売された。

## 概要
EXILE活動3周年を記念して発売された企画アルバム。EXILEをはじめとした関連アーティストの曲を収録。ライブDVD『EXILE LIVE TOUR 2004 "EXILE ENTERTAINMENT"』と同時発売。
オリコン週間アルバムランキングでは2週連続の首位獲得となった。

## 収録曲
※シングル曲の詳細はそのページを参照。
1. BEAT POPS [2:49] - EXILE
作詞：永山耕三 / 作曲：Sin / 編曲：原田憲
2. Carry On [4:50] - EXILE
作詞：SHUN / 作曲：原一博 / 編曲：h-wonder
  - 14thシングルの1曲目（EXILE）
3. SO FUNKY NOISE [3:33] - RATHER UNIQUE
作詞：MAKIDAI、USA、SOHJIN / 作曲・編曲：今井大介
後にRATHER UNIQUEの1stアルバム『R.U Party』にも収録された。
4. Sand Jackal（inst.）[1:56]
作曲：KIRA
5. 例えば…ボクが。 [5:29] - 清木場俊介
作詞：清木場俊介 / 作曲：川根来音 / 編曲：岩戸崇
後に清木場の1stアルバム『清木場俊介』にアルバムバージョン、8thシングル「SAKURA」通常盤にライブ音源が収録された。
6. JOY [5:00] - COLOR
作詞：ATSUSHI / 作曲：山口寛雄 / 編曲：h-wonder
後に1stシングル「Special love」（COLOR）に別バージョンが収録された。
7. Emotional Beat [4:42] - EXILE
作詞：加藤健 / 作曲・編曲：h-wonder
  - KDDI『アレグリア2』CMソング

後にベストアルバム『PERFECT BEST』/『SELECT BEST』（EXILE）にも収録された。
8. J・S・B NexT（inst.）[2:41]
作曲：KIRA
9. Last Of War [5:01] - NEVER LAND
作詞：M2・TO-C / 作曲・編曲：DJ KIRA
10. Close To You [5:22] - COLOR
作詞：ATSUSHI / 作曲：KAYA
  - SHIBUYA MARUI CMソング

1stシングル（COLOR）に別バージョンが収録された
11. May Be Tomorrow [5:08] - EXILE
作詞：永山耕三 / 作曲：Hiroshi Furukawa / 編曲：Sin
12. Float（inst.）[1:04]
作曲：KIRA
13. ARather Train [2:42] - RATHER UNIQUE
作詞：MAKIDAI、USA、SOHJIN / 作曲：DJ KIRA
  - インディーズシングル（RATHER UNIQUE）
14. EWIG...（warum?） [3:02]  - SOHJIN
作詞・作曲・編曲：SOHJIN & DJ KIRA
15. 粋な一日 [3:39] - NEVER LAND
作詞：M2、TO-C / 作曲・編曲：DJ KIRA
後に1stアルバム『粋な一日』（NEVER LAND）にも収録された。
16. イノチの理由（読み：いのちのわけ）[4:05] - EXILE
作詞：加藤健 / 作曲：山口寛雄 / 編曲：原田憲
  - ニベアボディ「スキンミルク」CMソング

ベストアルバム『PERFECT BEST』/『SELECT BEST』（EXILE）にも収録された。
17. HEART of GOLD [5:35] - EXILE
作詞：永山耕三 / 作曲：山口寛雄 / 編曲：河野圭
  - 16thシングル（EXILE）
18. 運命のヒト（piano version）[4:47] - EXILE
作詞：ATSUSHI / 作曲：山口寛雄 / 編曲：岩戸崇
  - 14thシングルの2曲目のピアノバージョン（EXILE）